# Yunnan Bulls
O Yunnan Bulls foi um clube profissional de basquetebol chinês sediado em Mengzi, Yunnan. A equipe disputou a divisão sul da Chinese Basketball Association .

## História
Foi fundado em 2004.